# Potorous
Genre
Potorous est un genre de Mammifères marsupiaux de la famille des Potoroidae qui sont appelés « rats-kangourous ». Ce genre a été nommé en 1804 par un zoologiste français, Anselme Gaëtan Desmarest. En 1997, il avait été inclus dans les Macropodidae par McKenna and Bell,.   

## Liste des espèces et sous-espèces
Selon Mammal Species of the World (version 3, 2005)  (22 mai 2012) et NCBI (22 mai 2012):
- Potorous gilbertii
- Potorous longipes
- Potorous platyops
- Potorous tridactylus
  - sous-espèce Potorous tridactylus apicalis
  - sous-espèce Potorous tridactylus tridactylus

Selon ITIS (22 mai 2012) et Catalogue of Life (22 mai 2012) :
- Potorous gilbertii (Gould, 1841)
- Potorous longipes Seebeck & Johnston, 1980
- Potorous platyops (Gould, 1844)
- Potorous tridactylus (Kerr, 1792)

Selon Paleobiology Database (22 mai 2012) :
- Potorous longipes
- Potorous tridactylus